# 阿德米爾·阿杜域
阿德米爾·阿杜域（1988年5月8日—），生於南斯拉夫貝拉內，黑山足球運動員，司職前鋒，現時效力黑山足球甲級聯賽球會馬拿度斯。

## 球員生涯
阿杜域生於南斯拉夫貝拉內，於8歲便加入黑山勁旅貝拉內的青年軍，在2005年升上貝拉內一隊，到2007年轉投蘇積斯卡，於2013/14賽季代表羅馬尼亞球會彭杜歷於歐霸盃分組賽上陣，並在2008至2010年間9次代表黑山U21出場，並取得1個入球。他在2015年8月獲經理人前南華外援基士文引薦來香港，加盟港超聯球會香港飛馬，並於9月13日作客以3–3賽和冠忠南區的聯賽，首次亮相，更取得加盟後的首個入球，
在2016年2月舉行的猴年賀歲盃首次入選香港聯賽選手隊，並取得入球，協助港聯以4–0大勝香港代表隊。他分別於2016年5月15日及18日取得扳平的入球，帶領香港飛馬4日內兩奪足總盃冠軍和菁英盃冠軍，季尾阿杜域於香港足球明星選舉以10個入球成為港超神射手，2016年8月，阿杜域加盟黑山足球甲級聯賽球會馬拿度斯，於2017年1月轉投泰國超級足球聯賽球會素可泰，並參與亞冠盃附加賽，直到2017年6月15日，因父親病重而與素可泰解約，重返家鄉球會馬拿度斯。2018年夏窗中甲球会大连超越将其签下。

## 榮譽
港聯
- 賀歲盃冠軍（2016年）

香港飛馬
- 香港足總盃冠軍（2015–16季度）
- 香港菁英盃冠軍（2015–16季度）
- 香港超級聯賽神射手（2015–16季度）

個人
- 香港飛馬 9月份最佳球員（2015–16季度）

## 外部連結
- 香港足球總會球員註冊資料 （页面存档备份，存于）